# El muro del diablo

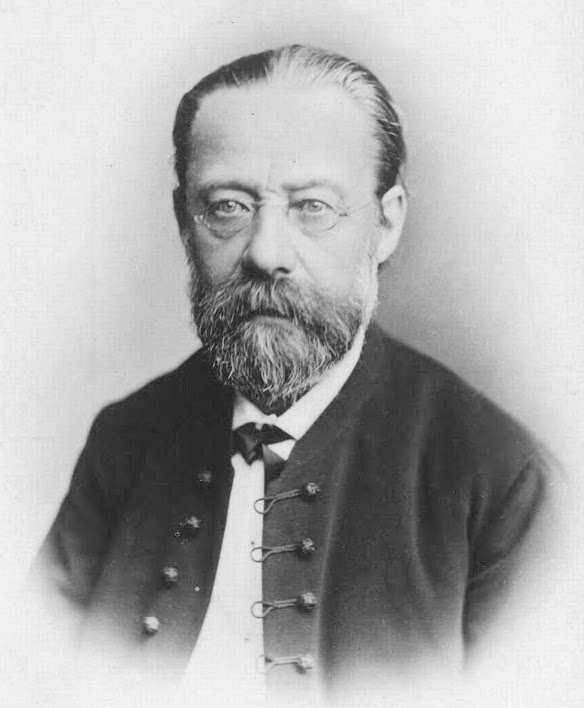
Bedrich Smetana Fue elCompositor musical de la obra, he aquí en la imagen

El muro del diablo (en checo Čertova stěna) es una ópera cómico-romántica en tres actos, con música de Bedřich Smetana y libreto de Eliška Krásnohorská, en su tercera colaboración operística. El subtexto de la trama es una leyenda checa de una enorme pared rocosa que domina el río Moldava, cerca del antiguo monasterio de Vyšší Brod, donde el diablo se dice que ha detenido la construcción del monasterio por el embalse del Moldava, que luego se levantó e inundó el sitio.
Krásnohorská tenía la intención de que su argumento fuera grave en su naturaleza, una representación simbólica del conflicto entre la Iglesia y el diablo. Por el contrario, Smetana quería un trato menos grave. Ella accdedió a sus demandas y modificó el argumento, pero luego Smetana cambió su enfoque de la historia y reelaboró la trama de tal manera que convirtió a la joven, Hedvika, en sustituta de la primera esposa del Señor Vok, y la historia se volvió más seria en ese aspecto. Como resultado de estos cambios, Krásnohorská y Smetana no tuvieron contacto durante un año y medio, y Smetana hizo cambios sustanciales en el libreto presentado por Krásnohorská sin sus aportaciones, eliminando hasta 500 de sus versos originales.
Smetana completó el Acto I en marzo de 1881, y el Acto III en abril de 1882. La ópera se estrenó el 29 de octubre de 1882, en el Divadlo České Nové (Nuevo Teatro Checo) en Praga. El estreno no tuvo éxito, con dificultades como la puesta en escena y la apariencia completamente dispar de dos cantantes cuyos personajes se supone que se debían asemejar entre sí. A pesar de las tensiones entre la libretista y el compositor, Krásnohorská asistió al estreno y defendió a Smetana, hasta el punto de guardar silencio sobre la crítica dirigida hacia el libreto, por  los cambios que ella misma no había autorizado.
La primera producción del Reino Unido fue llevada a cabo por el University College Opera, en Londres, en febrero de 1987.

## Roles
| Rol               | Tipo de voz | Estreno absoluto, 29 de octubre de 1882 (Director: Adolf Cech) |
| ----------------- | ----------- | -------------------------------------------------------------- |
| Lord Vok          | barítono    | Josef Lev                                                      |
| Záviš             | contralto   | Betty Fibichová                                                |
| Jarek             | tenor       | Antonín Vávra                                                  |
| Rarach, el diablo | bajo        | Josef Chlumeckÿ                                                |
| Hedvika           | soprano     | Irma Reichová                                                  |
| Katuška           | soprano     | Marie Zofie Sittová                                            |
| Michǎlek          | tenor       | Adolf Krössing                                                 |
| Beneš             | bajo        | Frantisek Hynek                                                |

## Discografía
- 1960, Zdeněk Chalabala (director), Coro y Orquesta del Teatro Nacional de Praga; Václav Bednář (Vok Vítkovic), Ivana Mixová (Záviš Vítkovic), Ivo Žídek (Jarek), Milada Šubrtová (Hedvika), Antonín Votava (Michálek), Libuše Domanínská (Katuška), Karel Berman (Beneš), Ladislav Mráz (Rarach)